# شهرستان ییفنگ
شهرستان ییفنگ (به لاتین: Yifeng County) یک شهرستان‌های جمهوری خلق چین در چین است که در یچان واقع شده‌است.